# Cristian Danci
Cristian Danci (n. 15 iulie 1988, Reșița, Caraș-Severin, România) este un fotbalist român, care joacă pe post de mijlocaș la Voința Lupac⁠(d).
A jucat în echipe din Liga a II-a până la 26 de ani, când s-a transferat în Liga I la FC Botoșani. Acolo a marcat singurul său gol în prima ligă în minutul 80 al meciului câștigat în deplasare cu 1–0 cu FC Vaslui. Și-a reziliat contractul în vara lui 2015 și a trecut în liga a doua la Șoimii Pâncota, unde s-a remarcat în meciul contra echipei Gaz Metan Mediaș, retrogradată din Liga I, și în pauza de iarnă a fost transferat de aceasta din urmă, cu care a reușit promovarea înapoi în prima ligă. După încă un sezon și jumătate în Liga I cu Gaz Metan, Danci a trecut la vecina din același județ, FC Hermannstadt, cu care a reușit o nouă promovare în Liga I și un parcurs remarcabil în Cupa României, unde a ajuns în finală (în care nu a jucat, fiind rezervă). După acel sezon, a plecat și de la Hermannstadt, orientându-se spre Petrolul Ploiești, nou promovată în Liga a II-a, pe un contract de doi ani pentru a fi antrenat din nou de Leo Grozavu, cu care lucrase și la FC Botoșani. După prima parte a sezonului, s-a despărțit însă și de Petrolul, de unde plecase și Grozavu, pentru a juca la SCM Gloria Buzău, care încerca să obțină promovarea în Liga a II-a.